# Grajaú
Grajaú és un barri de la Zona Nord del municipi de Rio de Janeiro, a l'estat del Rio de Janeiro, al Brasil. És conegut per ser un barri amb molts arbres.

## Topònim
El topònim "Grajaú" és derivat del terme tupi karaîá'y, que significa "riu dels karajà" (karaîá, carajá + 'y, riu).

## Història

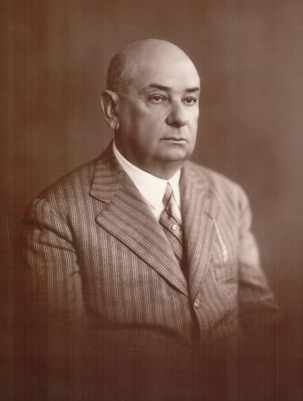
Antônio Eugênio Richard Júnior, constructor de Grajaú.

Tradicional barri extremadament arbrat, queda localitzat en l'anomenada Gran Tijuca, en la Zona Nord de la ciutat del Rio de Janeiro. Els seus barris veïns són: Tijuca, Vila Isabel, Andaraí, Engenho Novo i Lins de Vasconcelos. Grajaú també limita, a través de la Serra de la Carioca, amb el barri de Jacarepaguá.
Inicialment, Grajaú pertanyia a una gran sesmaria donada als pares jesuítes el segle xvi i que va ser destinada per al cultiu de canya de sucre amb mà d'obra esclava, sent tota la regió coneguda pel nom de Andaraí Gran.
A finals del segle xix, el terme Andaraí Grande va ser abolit, donant origen als barris de Vila Isabel (1873), Aldeia Campista i Grajaú (1912). El primer carrer obert en el barri va ser la Carretera del Andaraí, el 1875, avui Carrer Barão de Mesquita.
Al contrari de la majoria dels barris de Rio de Janeiro, Grajaú va ser planejat i va sorgir en les primeres dècades del segle xx, edificat sobre una vall coneguda com a Vall dels Elefants, sota del Maciço de la Tijuca, a prop del Pico del Papagaio.
En aquella època, van ser promogudes grans construccions a Rio de Janeiro, encara capital de la república. Així, hisendes de cafè existents en el barri van ser incorporades a la malla urbana de la ciutat, així com la hisenda pertanyent a la família de l'enginyer Richard.
La primera promoció va ser construïda per la Companyia Brasilera de Imóveis e Construções i va comprendre les terres situades entre la Serra del Engenho Novo i un camí posteriorment denominat Rua Broda del Mato. La topografia era favorable. Una altra promoció, denominada Vila Amèrica, va incloure els terrenys pròxims a l'actual Rua Botucatu.
El 1918, el constructor italià Francisco Tricarico, que s'havia instal·lat en el barri, sent fidel a una promesa que haver fet a Itàlia, quan estudiava, va construir la capella de Nostra Senyora de la Imaculada Conceição en el pati de la casa,i que es va convertir en el centre de la vida comunitària els anys 1920.
No obstant això, fins a la dècada de 1920 no es va desenvolupar l'actual disseny de Grajaú, i l'expansió urbana en el barri va implicar la canalització de corrents i cursos d'aigua afluents del Riu Maracanã que travessen subterràniament alguns dels seus carrers. El nom Grajaú va ser posat en homenatge a la ciutat de Grajaú de l'Estat de Maranhão, terra natal de l'enginyer Richard, que va projectar i va construir el barri. Com a conseqüència, diversos carrers del barri tenen nom de ciutats i rius de Maranhao, com els carrers Gurupi, Mearim i Itabaiana, mentre que altres vies homenatgen llocs de Minas Gerais, com els carrers Uberaba, Araxá i Juiz de Fora, donat que enginyers miners van treballar en l'expansió de Grajaú i, probablement, van desitjar homenatjar els seus llocs d'origen.
El 1925, va ser fundada la primera seu del Grajaú Tennis Club i, a causa del seu nom, el barri va acabar fent-se conegut en la ciutat.

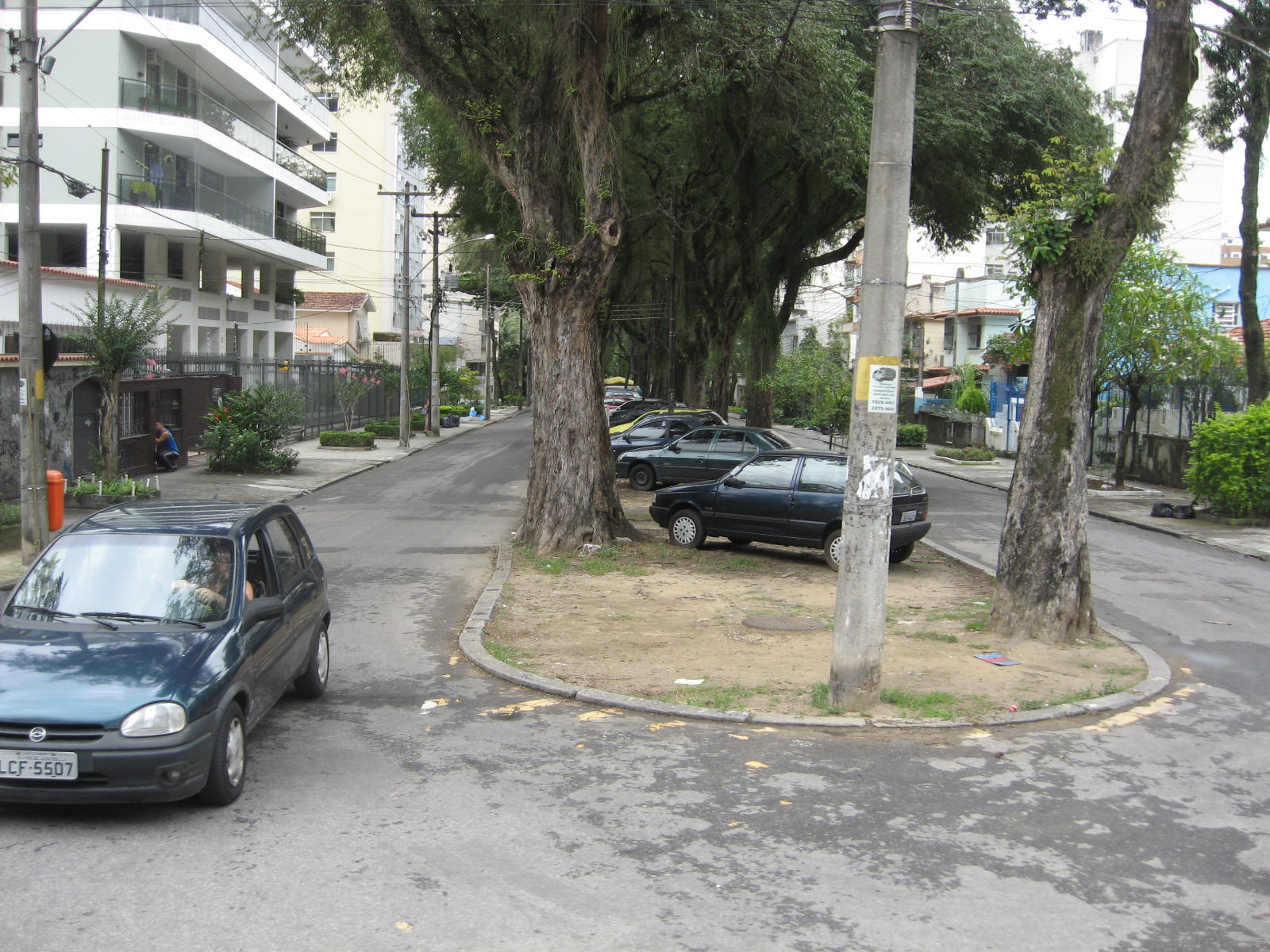
Avinguda Engenheiro Richard.

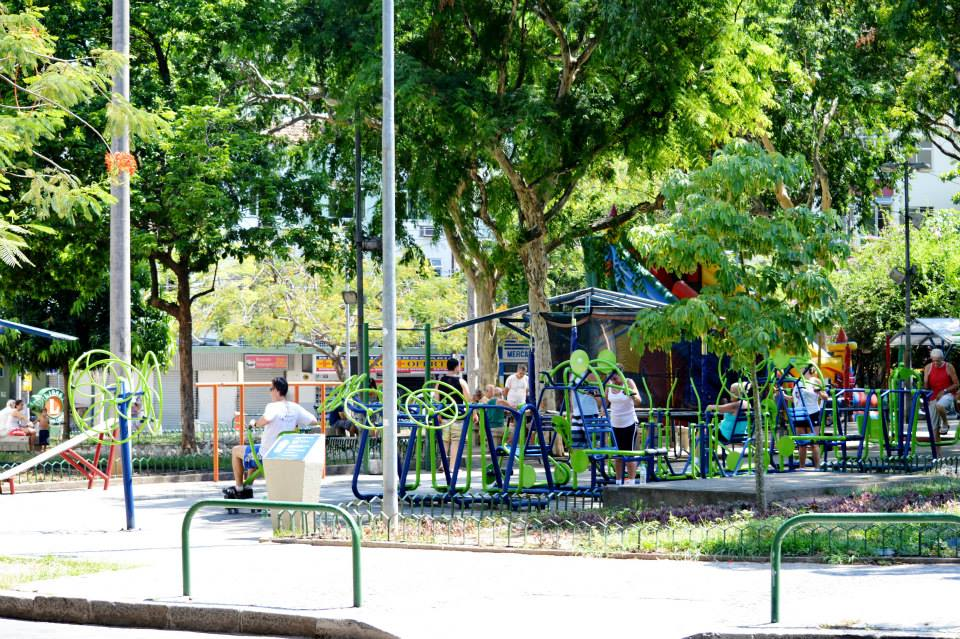
Plaça Edmundo Rego.

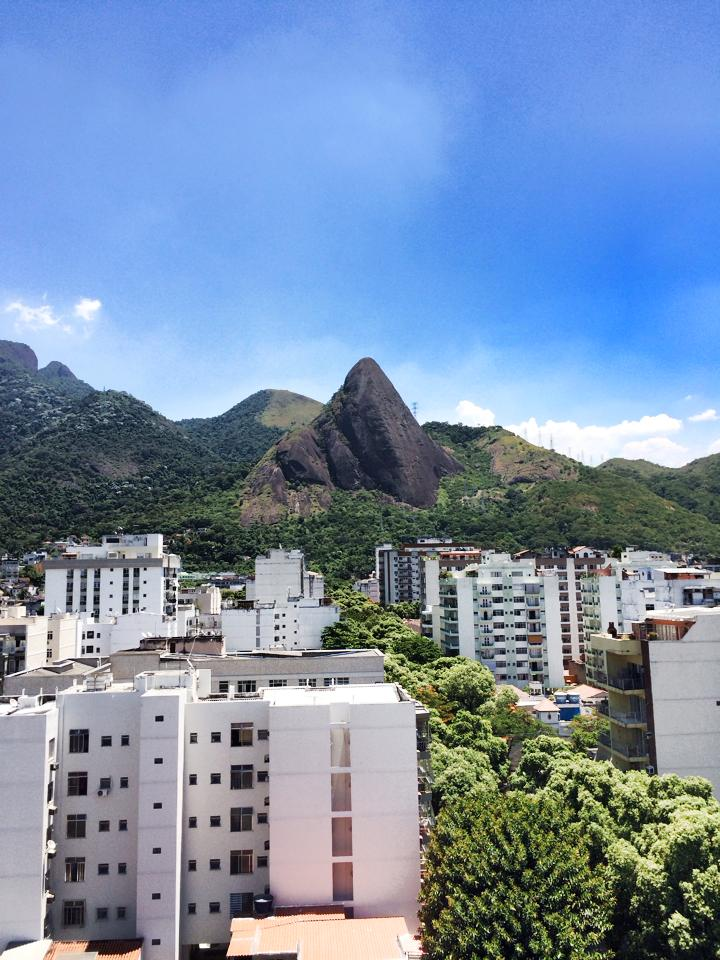
Pico del Papagaio.

Amb la construcció de l'Església Matriu de nostra Senyora del Perpetu Socors, el 1931, la Capella de Nossa Senhora de la Imaculada Conceição va passar a funcionar amb caràcter particular, sent oberta al públic només el dia 8 de desembre, quan s'homenatja la Immaculada Concepció.
El barri va començar a ser atès per una línia de bondes (tramvies) elèctrics que, més tard, en la segona meitat del segle xx, es van eliminar, mantenint-se només els autobusos.
En la segona meitat del segle xx, Grajaú va sofrir els impactes del creixement de la ciutat i de l'especulació immobiliària que va afectar Rio de Janeiro en el transcurs de les dècades. Va ser en aquesta època que el poder públic va permetre que fossin construïdes noves promocions a través de condominis i edificis que van modificar el paisatge del barri, afectant, també, la seva estructura datada de començaments del segle, principalment pel que fa als serveis de clavegueram.
Els carrers del barri van ser asfaltats a finals de la dècada de 1960.
Com a conseqüència del creixement desordenat de la ciutat, alguns morros que envoltaven els barris de Grajaú, Vila Isabel i Andaraí van ser ocupats de manera irregular, causant la favelització d'aquestes àrees així com danys al medi ambient i risc pels mateixos habitants, donat que es van fer en llocs subjectes al despreniments de terra en l'època de pluges. Pròxima al Parque Estadual del Grajaú, es va formar la comunitat de la Divineia, habitada essencialment per persones sense recursos.
Així, a Grajaú, com en altres barris carioques, s'evidencia un contrast social entre els habitants pobres dels morros i la classe mitja que habita els carrers.
Després de l'extinció de l'estat de Guanabara, el 1974, el municipi de Rio de Janeiro va ser dividit en diverses regions administratives gestionades per les seves respectives subprefectures, de manera que, en l'actualitat, Grajaú és gestionat per la Subprefeitura de la Gran Tijuca.
Durant el govern de César Maia, la Plaça Edmundo Rego va ser reformada, el que, juntament amb les obres en el Largo do Verdun, entre altres millores, va contribuir per a valoritzar el barri.
Ja el 2009, amb la nova administració, es va aconseguir la millora en el tràfic amb la construcció de rotondes per a la disminució de velocitat de vehicles en creuaments.
El barri té carrers arbrats i tranquils, nobles residències, sent algunes edificades a l'inici del segle XX i que preserven part de les seves característiques originals, encara que dividint el paisatge amb alguns edificis de dècades més recents.
Encara que sigui essencialment residencial, Grajaú disposa d'alguns establiments comercials per a atenció del mercat local, i diverses escoles.
La principal via de Grajaú és l'Avinguda Engenheiro Richard, un homenatge al fundador del barri, Antônio Eugênio Richard Júnior, banquer, industrial i un dels homes més influents de les primeres dècades del segle XX.
El barri és limitat per vies importants com el Carrer Barão de Mesquita, l'Avinguda Menezes Corts (coneguda també com l'autoestrada Grajaú-Jacarepaguá) i el Carrer Barão do Bom Retiro, connectant Grajaú a la regió de Méier.
Dintre del barri, es troba el Parque Estadual del Grajaú, creat el 1978 com una reserva ambiental i que, a la fi de 2002, va ser enquadrat en la categoria de parc pel breu govern de Benedita de la Silva, a fi que la unitat de conservació fos més adequada al Sistema Nacional d'Unitats de Conservació de la Naturalesa, en compliment de la legislació federal.